# Disconectes coxalis
Disconectes coxalis là một loài chân đều trong họ Munnopsidae. Loài này được Kussakin miêu tả khoa học năm 1983.